# La Paz (Abra)
La Paz is een gemeente in de Filipijnse provincie Abra op het eiland Luzon. Bij de laatste census in 2007 had de gemeente bijna 15 duizend inwoners.

## Geografie

### Bestuurlijke indeling
La Paz is onderverdeeld in de volgende 12 barangays:
| - Benben - Bulbulala - Buli - Canan - Liguis - Malabbaga | - Mudeng - Pidipid - Poblacion - San Gregorio - Toon - Udangan |

## Demografie
La Paz had bij de census van 2007 een inwoneraantal van 14.658 mensen. Dit zijn 1.736 mensen (13,4%) meer dan bij de vorige census van 2000. De gemiddelde jaarlijkse groei komt daarmee uit op 1,75%, hetgeen lager is dan het landelijk jaarlijks gemiddelde over deze periode (2,04%). Vergeleken met de census van 1995 is het aantal mensen met 2.902 (24,7%) toegenomen.

De bevolkingsdichtheid van La Paz was ten tijde van de laatste census, met 14.658 inwoners op 51 km², 287,4 mensen per km².